# Palazzo Coletti
Palazzo Coletti ist ein Palast in Venedig in der italienischen Region Venetien. Er liegt im Sestiere Cannaregio an der Fondamenta di Cannaregio entlang dem Canal de Cannaregio gegenüber dem Palazzo Testa.

## Geschichte
Der Palast wurde im 16. oder 17. Jahrhunderts für die Familie Coletti erbaut. Später wurde das Erdgeschoss modifiziert.

## Beschreibung
Der ungewöhnlich breit gelagerte, kleine Palast hat zwei Vollgeschosse und ein Zwischengeschoss unter dem Dach. Die Fassade ist verputzt und Beige gestrichen. Im Erdgeschoss gibt es mittig ein rechteckiges Portal zur Fondamenta di Cannaregio und jeweils links und rechts daneben ein quadratisches und ein etwas größeres rechteckiger Einzelfenster. Im Hauptgeschoss darüber sitzt in der Mitte ein Vierfach-Rundbogenfenster mit hervorspringendem Balkon, flankiert von zwei Paaren einzelner Rundbogenfenster. Im Zwischengeschoss unter dem Dach sitzt ein vierfaches, quadratisches Fenster, flankiert von zwei Paaren ebensolcher Einzelfenster. Alle Rechteckfenster haben Rahmen, die, wie der Balkon, aus istrischem Kalkstein gefertigt sind. Die Dachtraufe, ebenso aus diesem Stein, ist gezahnt.